# Joe Gardner
Joseph „Joe“ Gardner (* 11. November 1943; † 25. Februar 2002 in New York City) war ein  US-amerikanischer Jazztrompeter und Arrangeur.
Gardner graduierte 1966 an der University of Arkansas at Pine Bluff. Er wurde in Europa vor allem durch seine Mitgliedschaft in der Band von Charles Mingus Anfang der 1970er Jahre bekannt, mit dem er 1972 auch auf Festivals wie dem Jazz Jamboree in Warschau und auf den Berliner Jazztagen konzertierte. Zu hören ist er auch auf dem Livemitschnitt Jazz in Detroit/Strata Concert Gallery/46 Selden von 1973. Gardner arbeitete außerdem mit Paul Jeffrey (Family, 1972), Sonelius Smith,  Cecil McBee/Chico Freeman und in der Bigband von Frank Foster (Shiny Stockings, 1977), als Arrangeur und Orchesterleiter für den Popsänger Jerry Vale. Insgesamt war Gardner zwischen 1972 und 1990 an 15 Schallplattenaufnahmen beteiligt.

## Diskographische Hinweise
- Charles Mingus Mingus Quintet Meets Cat Anderson (1972)[4]
- Shamek Farrah & Sonelius Smith – The World of the Children (1977)
- Cecil McBee Sextet with Chico Freeman – Compassion (1977)
- Cecil McBee – Alternate Spaces (1977)